# بيل فينش (مهندس معماري)
بيل فينش (بالإنجليزية: Bill Finch)‏ هو مهندس معماري أمريكي، ولد في 1913، وتوفي في 28 يوليو 2003.